# Llista de perfums classificats per llurs anys de creació
La llista de perfums classificats per llurs anys de creació és una llista en forma de taula a la qual apareixen noms d'alguns perfums ordenats pel seu any de creació, des del més antic al més nou.
| Any  | Nom                     | Empresa               | Perfumer                                                    |
| ---- | ----------------------- | --------------------- | ----------------------------------------------------------- |
| 1709 | Eau de Cologne          | Johann Maria Farina   | Johann Maria Farina (1685-1766)                             |
| 1798 | Eau Vivifiante          | Parfum Lubin          | Pierre François Lubin                                       |
| 1872 | Hammam Bouquet          | Penhaligon's          | William Henry Penhaligon                                    |
| 1889 | Jicky                   | Guerlain              | Aimé Guerlain                                               |
| 1902 | Blenheim Bouquet        | Penhaligon's          | William Henry Penhaligon                                    |
| 1912 | L'Heure Bleue           | Guerlain              | Jacques Guerlain                                            |
| 1911 | English Fern            | Penhaligon's          | William Henry Penhaligon                                    |
| 1914 | Le Chypre               | François Coty         | François Coty                                               |
| 1919 | Mitsouko                | Guerlain              | Jacques Guerlain                                            |
| 1919 | Tabac Blond             | Caron                 | Ernest Daltroff                                             |
| 1921 | Chanel N° 5             | Chanel                | Ernest Beaux                                                |
| 1925 | Shalimar                | Guerlain              | Jacques Guerlain                                            |
| 1927 | Arpège                  | Lanvin                | André Fraysse                                               |
| 1929 | Soir de Paris           | Bourjois              | Ernest Beaux                                                |
| 1930 | Joy                     | Jean Patou            | Henri Alméras                                               |
| 1932 | Je Reviens              | House of Worth        | Maurice Blanchet                                            |
| 1933 | Nuit de Longchamp       | Parfum Lubin          |                                                             |
| 1934 | Pour Un Homme           | Caron                 | Ernest Daltroff                                             |
| 1944 | Bandit                  | Robert Piguet         | Germaine Cellier                                            |
| 1945 | Femme                   | Rochas                | Edmond Roudnitska                                           |
| 1947 | Vent Vert               | Balmain               | Germaine Cellier                                            |
| 1948 | Fracas                  | Robert Piguet         | Germaine Cellier                                            |
| 1948 | L'Air du temps          | Nina Ricci            | Françis Fabron                                              |
| 1953 | Youth Dew               | Estée Lauder          | Estée Lauder                                                |
| 1956 | Diorissimo              | Christian Dior        | Edmond Roudnitska                                           |
| 1959 | Monsieur                | Givenchy              | Michel Hy                                                   |
| 1959 | Cabochard               | Parfums Grès          | Bernard Chant                                               |
| 1962 | Bal a Versailles        | Jean Desprez          | Jean Desprez                                                |
| 1964 | Idole de Lubin          | Parfum Lubin          |                                                             |
| 1966 | Eau sauvage             | Christian Dior        | Edmond Roudnitska                                           |
| 1969 | Ô                       | Lancôme               | Robert Gonnon                                               |
| 1970 | No. 19                  | Chanel                |                                                             |
| 1973 | Charlie                 | Revlon                | Harry A. Cuttler                                            |
| 1976 | Lily of the Valley      | Penhaligon's          |                                                             |
| 1976 | Violetta                | Penhaligon's          |                                                             |
| 1976 | Z-14                    | Halston               | Vincent Marsello                                            |
| 1977 | Opium                   | Yves Saint-Laurent    | Jean-Louis Sieuzac                                          |
| 1978 | Azzaro Pour Homme       | Azzaro                | Gérard Anthony, Martin Heiddenreich, Richard Wirtz          |
| 1978 | Bluebell                | Penhaligon's          | Michael Pickthall                                           |
| 1978 | Magie Noire             | Lancôme               | G. Goupy / J-C Niel                                         |
| 1978 | White Linen             | Estée Lauder          | Sophia Grojsman                                             |
| 1979 | Anaïs Anaïs             | Cacharel              | Raymond Chaillan/Roger Pellegrino                           |
| 1979 | Ivoire                  | Balmain               | Francis Camail                                              |
| 1981 | Nombre Noir             | Shiseido              | Jean-Yves Leroy                                             |
| 1981 | Giorgio                 | Giorgio Beverly Hills | Grup de treball: M.L. Quince, Francis Camail, Harry Cuttler |
| 1983 | Paris                   | Yves Saint-Laurent    | Sophia Grojsman                                             |
| 1984 | Coco                    | Chanel                | Jacques Polge                                               |
| 1985 | Poison                  | Christian Dior        | Jean Guichard                                               |
| 1986 | Prescriptives Calyx     | Prescriptives         | Sophia Grojsman                                             |
| 1987 | Lou Lou                 | Cacharel              | Jean Guichard                                               |
| 1988 | Eternity                | Calvin Klein          | Sophia Grojsman                                             |
| 1990 | Trésor                  | Lancôme               | Sophia Grojsman                                             |
| 1992 | Angel                   | Thierry Mugler        | Olvier Cresp                                                |
| 1993 | Jean-Paul Gaultier      | Jean-Paul Gaultier    | Jacques Cavallier                                           |
| 1995 | CK One                  | Calvin Klein          | Harry Fremont i Alberto Morillas                            |
| 1995 | Dolce Vita              | Christian Dior        | Pierre Bourdon i Maurice Roger                              |
| 1995 | Le Mâle                 | Jean-Paul Gaultier    | Francis Kurkdjian                                           |
| 1996 | Acqua di Gió Pour Homme | Giorgio Armani        | Alberto Morillas i Jacques Cavallier                        |
| 1997 | Envy                    | Gucci                 | Maurice Roucel                                              |
| 1999 | J’Adore                 | Christian Dior        | Calice Becker                                               |
| 2000 | India Temple            | Song of India         | R. Expo                                                     |
| 2001 | Coco Mademoiselle       | Chanel                | Jacques Polge                                               |
| 2001 | Nu                      | Yves Saint-Laurent    | Jacques Cavallier                                           |
| 2003 | 100% Love               | Shaping Room          | Sophia Grojsman                                             |
| 2005 | Chinatown               | Bond No. 9            | Aurelien Guichard                                           |
| 2006 | Rose 31                 | Le Labo               | Daphne Bugey                                                |
| 2006 | Lily & Spice            | Penhaligon's          |                                                             |
| 2009 | Lola                    | Marc Jacobs           | Calice Becker i Ann Gottlieb                                |